# Benjamin-Louis Bellet
Pour les articles homonymes, voir Bellet (homonymie).
Benjamin-Louis Bellet, né le 7 novembre 1805 dans l'ancien 11e arrondissement de Paris et mort le 10 mars 1882 à Paris 17e, est un journaliste et auteur dramatique français.
Rédacteur en chef de l' Almanach de France, on lui doit de nombreux manuels de droit.

## Biographie
Il devient célèbre dès 1825 par la publication de ses Notions générales et élémentaires de droit français. Collaborateur de La Patrie, il fonde en 1829 La Silhouette, journal des caricatures. Fondateur de l'Union électorale de la Seine (1848), il écrit de nombreux articles politiques qui lui attirent des poursuites en France et en Belgique et il est emprisonné à plusieurs reprises.

## Publications
- 1827 : Biographie des condamnés pour délits politiques, avec Auguste Imbert
- 1828 : Tablettes bruxelloises, avec Auguste Imbert
- 1838 : Code de la famille, ou Entretiens sur l'état des personnes, la propriété... les contrats et obligations
- 1839 : Reine de France, comédie en 1 acte et en prose, avec Théodore Pernot de Colombey, Paris, Théâtre de la Renaissance (26 janvier 1839)
- 1840 : Le propagateur des assurances contre l'incendie
- 1843 : Explications des assurances sur la vie
- 1847 : Code-manuel des ouvriers, des contre-maîtres et apprentis, leurs devoirs, leurs droits, leurs intérêts
- 1849 : Union et discipline, ou le Mot d'ordre électoral
- 1853 : Le guide de l'emprunteur, ou Ce que c'est que le Crédit foncier
- 1857 : Des Compagnies françaises d'assurances sur la vie et des succursales en France des compagnies anglaises, simples avis aux assurés et aux rentiers viagers
- 1864 : De l'Emploi et de l'utilité des chèques
- 1867 : L'Égypte sous Ismaïl Ier
- 1867 : La Vérité sur les obligations mexicaines
- 1872 : Le propagateur des assurances contre l'incendie